# Suore della Santa unione dei Sacri Cuori
Le Suore della Santa Unione dei Sacri Cuori (in inglese Sisters of the Holy Union of the Sacred Hearts) sono un istituto religioso femminile di diritto pontificio: le suore di questa congregazione pospongono al loro nome la sigla S.U.S.C.

## Storia
La congregazione deriva da una comunità di quattro pie donne che nel 1823 si riunì a Douai per condurre vita comune: nel 1826 la direzione della comunità venne assunta da Jean-Baptiste Debrabant (1801-1880), nuovo viceparroco di Saint-Jacques, che orientò le donne alla vita religiosa e a costituirsi in congregazione insegnante.
Debrabant inizialmente incontrò numerose difficoltà, ma con l'elezione a vescovo di Cambrai di Pierre Giraud, sostenitore della sua opera, le sorti dell'istituto vennero ribaltate: nel 1842 Giraud approvò le costituzioni della congregazione che si diffuse rapidamente in Francia e in Belgio.
Grazie ai benedettini inglesi di Douai, nel 1859 le suore aprirono filiali in Gran Bretagna e, nel 1863, in Irlanda; alla morte di Debrabant le scuole gestite dalle religiose della sua congregazione erano 176.
L'istituto ricevette il pontificio decreto di lode il 30 maggio 1853 e l'approvazione definitiva della Santa Sede il 18 dicembre 1877; le sue costituzioni vennero approvate definitivamente il 17 giugno 1898.

## Attività e diffusione
Lo scopo principale della congregazione è l'istruzione e l'educazione cristiana della gioventù. Il titolo della congregazione è riferito all'auspicio del fondatore che tra le sue suore si instaurasse lo stesso legame che univa i cuori di Gesù e Maria.
Le religiose sono presenti in Argentina, Belgio, Benin, Camerun, Francia, Haiti, Irlanda, Italia, Regno Unito, Tanzania; la sede generalizia, dal 1959, è a Roma.
Alla fine del 2008 la congregazione contava 654 religiose in 100 case.